# Un poisson rouge bien appétissant
Pour plus de détails, voir Fiche technique et Distribution.
Un poisson rouge bien appétissant (Filet Meow) est un cartoon de Tom et Jerry réalisé par Abe Levitow, produit par la Metro-Goldwyn-Mayer sorti en 1966.

## Musique
- Eugene Poddany